# Villa di Masseto
Villa di Masseto si trova in Via delle Lucole in località Lubaco, a Pontassieve, in provincia di Firenze.

## Storia
Eretta nel XV secolo, la Villa di Masseto è stata costruita intorno a un'antica torre di osservazione, risalente all'XI secolo, ed è la casa natale della famiglia Guadagni, nobile famiglia fiorentina trasferitasi proprio a Masseto alla fine del XII secolo. La famiglia Guadagni aderì alla parte guelfa, e combatterono nella battaglia di Montaperti, dove, sconfitti, furono esiliati per diversi anni da Firenze, per rientrarvi nel 1281, diventando ricchissimi banchieri. Ostili ai Medici, dovettero emigrare in Francia, da dove rientrarono a Firenze solo nel XVI secolo con l'avvento del granduca Cosimo I. 
La Villa ha al suo centro un chiostro di forma quadrata, delimitato da una loggia che si contraddistingue per la qualità dell'architettura, attorno al quale si sviluppa in tutta la sua bellezza. All'interno del complesso sono presenti due giardini, uno all'italiana e l'altro all'inglese. La villa custodisce un'antica medaglia, realizzata nel 1523 per la fondazione della cappella del Guadagni a Lione, che ritrae proprio Tommaso Guadagni, figura storica nota per il suo operato in qualità di mercante a Firenze, nonché ricordata perché ebbe un ruolo chiave nella liberazione di Francesco I di Francia che, per riconoscenza, lo elesse a suo consigliere personale.

### Il restauro
L'intervento di restauro della Villa di Masseto è stato finalizzato al recupero del passato splendore della residenza e ha interessato prevalentemente la conservazione degli arredi e il ripristino dell'aspetto originario. Tra gli importanti recuperi si segnalano quelli relativi ai pavimenti in cotto, ai soffitti a cassettoni e ai radiatori ottocenteschi. Per ovviare allo stato di disfacimento, sono state tollerate concessioni alla modernità soltanto per la ristrutturazione della torre e dei bagni, nell'ottica di un cambiamento in ambienti eleganti, ideali per un soggiorno all'insegna del relax e del comfort.

## Descrizione
Sviluppatasi lungo una superficie di circa 800 metri quadrati, la Villa di Masseto presenta al piano terra la sala dello Specchio, accompagnata da un salotto che si affaccia sul giardino. Il primo piano è strutturato in sette camere (tra le quali quella del Marchese), la sala da biliardo e la Loggia. Il terzo e il quarto piano sono occupati dalla Torre della Villa, che domina la vallata.